# 泣き虫ピエロ
「泣き虫ピエロ」（なきむしピエロ）は、2013年2月・3月に、NHKの音楽番組『みんなのうた』で放送された楽曲。作詞：佐々木寿信、作曲：中川俊郎、編曲：中川俊郎・佐藤彰信、歌：斉藤陽子。